# Argo (Alabama)
Argo is een plaats (town) in de Amerikaanse staat Alabama en valt bestuurlijk gezien onder Jefferson County en St. Clair County.

## Demografie
Bij de volkstelling in 2000 werd het aantal inwoners vastgesteld op 1780.
In 2006 is het aantal inwoners door het United States Census Bureau geschat op 1847, een stijging van 67 (3,8%).

## Geografie
Volgens het United States Census Bureau beslaat de plaats een oppervlakte van
31,8 km², waarvan 31,5 km² land en 0,3 km² water. Argo ligt op ongeveer 267 m boven zeeniveau.

## Plaatsen in de nabije omgeving
De onderstaande figuur toont de plaatsen in een straal van 16 km rond Argo.